# Walter Signer
Walter Signer (* 25. Mai 1937 in Zürich) ist ein ehemaliger Radsportler aus der Schweiz und nationaler Meister im Radsport.

## Sportliche Laufbahn
Signer begann 1954 mit dem Radsport, schon ein Jahr später hatte er sich für die damalige A-Klasse der Amateure in der Schweiz qualifiziert und zwei Meistertitel mit seinem Verein RV Höngg errungen. Er war Mitglied der Meistermannschaften im Mannschaftszeitfahren auf der Strasse als auch in der Mannschaftsverfolgung auf der Bahn. Dieses Meisterschaftsdoppel konnte er 1959 mit dem RV Zürich wiederholen. 1958 gewann er den Grossen Preis von Genf. 1960 gewann er die Stausee-Rundfahrt und startete bei den Olympischen Sommerspielen in Rom in der Mannschaftsverfolgung auf der Bahn. Ende 1960 löste er einen Vertrag als Unabhängiger, um auch an den Rennen der Berufsfahrer teilnehmen zu können. Allerdings erhielt er keinen Vertrag in einem Profi-Team, so dass er auf eigene Rechnung fuhr. Er startete 1963 in der heimischen Tour de Suisse, schied aber aus. 1965 beendete er seine Laufbahn.

## Berufliches
Signer absolvierte eine Ausbildung zum Schlosser.